# Hilarión Osorio
Hilarión Osorio (né et mort à des dates inconnues) est un joueur de football international paraguayen, qui a évolué au poste d'attaquant dans les années 1950.

## Carrière
On sait peu de choses sur sa carrière de joueur, sauf peut-être qu'il évolue dans le club paraguayen du Club Sportivo Luqueño lorsqu'avec l'équipe du Paraguay, il prend part à la coupe du monde 1950 au Brésil, où les Paraguayens sont éliminés dès le premier tour.
Hilarión Osorio participe également aux éliminatoires de la coupe du monde 1954 et à la Copa América 1956.